# Perrancey-les-Vieux-Moulins
Perrancey-les-Vieux-Moulins ist eine französische Gemeinde mit 295 Einwohnern (Stand: 1. Januar 2022) im Département Haute-Marne in der Region Grand Est (bis 2015 Champagne-Ardenne). Die Gemeinde gehört zum Arrondissement Langres und zum 2017 gegründeten Gemeindeverband Grand Langres. Die Bewohner werden Campinois genannt.

## Geografie
Perrancey-les-Vieux-Moulins liegt im Norden des Plateaus von Langres, etwa vier Kilometer westlich von Langres am Stausee Réservoir de la Mouche, der vom namengebenden Flüsschen Mouche gespeist wird. Umgeben wird Perrancey-les-Vieux-Moulins von den Nachbargemeinden Saint-Ciergues im Norden, Langres im Osten, Saints-Geosmes im Südosten, Noidant-le-Rocheux im Süden sowie Courcelles-en-Montagne im Westen.

## Bevölkerungsentwicklung
| Jahr                       | 1962 | 1968 | 1975 | 1982 | 1990 | 1999 | 2011 | 2018 |
| Einwohner                  | 142  | 180  | 268  | 255  | 287  | 262  | 287  | 293  |
| Quellen: Cassini und INSEE |      |      |      |      |      |      |      |      |

## Sehenswürdigkeiten
- Kirche Saint-Sébastien aus dem 13./14. Jahrhundert, Monument historique

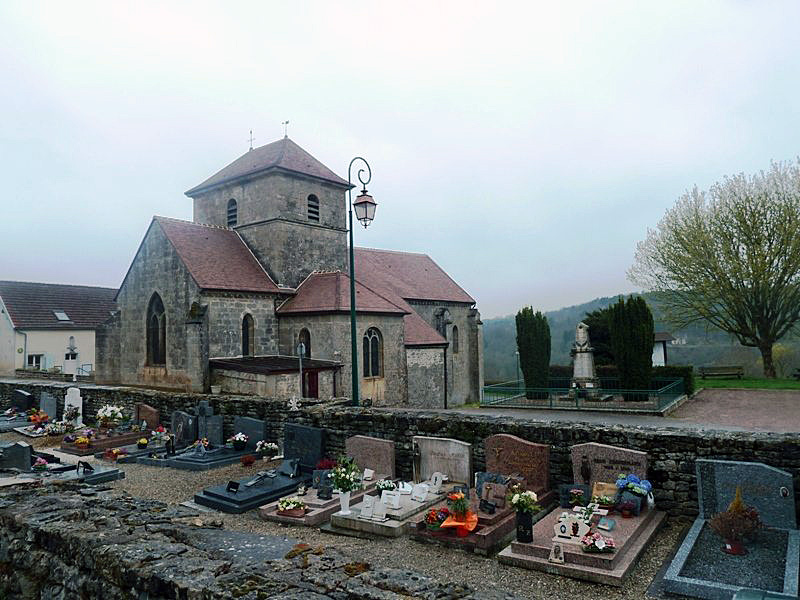
Kirche Saint-Sébastien

## Belege
1. ↑  Perrancey-les-Vieux-Moulins auf cassini.ehess.fr (französisch)
2. ↑  Perrancey-les-Vieux-Moulins auf INSEE